# Tales from the Borderlands
Tales from the Borderlands è un videogioco d'avventura grafica interattiva a episodi basato sulla serie Borderlands, pubblicato a partire da novembre 2014 per Android, iOS, Microsoft Windows, OS X, PlayStation 3, PlayStation 4, Xbox 360, Xbox One e Nintendo Switch.
Il gioco è stato sviluppato da Telltale Games sotto licenza di Gearbox Software, l'azienda sviluppatrice della serie Borderlands, e dal publisher 2K Games. Il gioco segue il formato a episodi che Telltale ha usato per i suoi titoli come The Walking Dead e The Wolf Among Us, dove le scelte e le azioni dei giocatori hanno effetti significativi sugli elementi futuri della storia.

## Trama
Il gioco è ambientato tra gli eventi di Borderlands 2 e Borderlands 3, e segue le vicende di Rhys, un impiegato della Hyperion Corporation ammiratore di Jack il Bello, e Fiona, una truffatrice originaria del pianeta Pandora.

### Episodio 1: Zer0 Sum
Il gioco inizia con Rhys, un ex impiegato Hyperion e ora CEO della Atlas Corporation, che vaga per il deserto di Pandora alla ricerca di una donna chiamata Fiona. Improvvisamente viene stordito e catturato da un misterioso individuo, che indossa una tuta anti-radiazioni che lo rende irriconoscibile, che comincia a fargli domande su un certo "Progetto Gortys". Messo alle strette, l'uomo inizia a raccontare la sua storia: tempo prima, lui lavorava per la Hyperion Corporation, insieme agli amici e colleghi Vaughn e Yvette, aspirando a diventare come Jack il Bello, capo della compagnia e antagonista principale di Borderlands 2, morto durante gli eventi di quel gioco. Il giorno in cui doveva ottenere una promozione, l'uomo scopre che il suo nuovo capo è diventato Hugo Vasquez, sua nemesi sulla stazione spaziale Helios, che ha ucciso il suo precedente capo e mandato a monte la sua promozione. Rhys, per vendicarsi, attua un piano: avendo scoperto, tramite l'utilizzo del suo occhio Echo (il personaggio è infatti dotato di un occhio e un braccio robotico) che Vasquez ha intenzione di comprare una Chiave della Cripta da un uomo di nome August, lo batte sul tempo. Grazie all'aiuto di Vaughn, che riesce a prendere 10 milioni di dollari (compenso necessario per comprare la Chiave) e Yvette, che lo dota di un’automobile, un bastone stordente e un Loader Bot, Rhys parte verso Pandora con Vaughn per comprare la Chiave della Cripta. Arrivati sul pianeta, vengono attaccati da un gruppo di banditi, ma riescono a sopravvivere grazie all'intervento del Loader Bot, che fuggirà per i danni subiti dopo averli messi al sicuro. Arrivati nel luogo dello scambio, i due trovano il cadavere di uno scienziato Hyperion, il professor Nakayama (antagonista di Caccia grossa con Sir Hammerlock), dal quale prendono una ID drive. Incontrandosi con August, Rhys riesce a comprare la Chiave. Improvvisamente il gioco ritorna nel presente, con Rhys e Fiona, entrambi prigionieri dello sconosciuto, che si ricongiungono; a questo punto Fiona comincia a raccontare la sua parte di storia: sin dall'infanzia, lei era stata costretta a sopravvivere come truffatrice, insieme alla sua sorella Sasha. Ad un certo punto della loro vita, le sorelle incontrarono un uomo di nome Felix, che divenne loro mentore nelle attività criminali. Per poter finalmente fuggire da Pandora, il trio organizzò un piano: vendere una finta Chiave della Cripta alla Hyperion Corporation (ovvero quella che Rhys e Vaughn dovevano comprare) tramite August, per poi fuggire con il malloppo. Tuttavia, nel momento dello scambio, la Chiave si distrugge accidentalmente, rivelandone la falsità. In quel momento vengono interrotti da Bossanova, il capo di una banda di predoni Psycho, che ruba la valigetta contenente i soldi, e Zer0, un cacciatore della Cripta (e protagonista giocabile in Borderlands 2) alla ricerca del "Progetto Gortys"; questo costringe il gruppo a fuggire, e a formare un'improbabile alleanza per riottenere i soldi. All'inizio, Rhys tenta di rintracciarli inserendo l'ID Drive del professor Nakayama nei sistemi Echo nel suo corpo, ma sviene, e gli altri riescono a raggiungere il luogo dove sono tenuti i soldi: un vecchio edificio della Atlas, dove i banditi hanno organizzato una gara della morte, premio la valigetta Hyperion. Il gruppo si infiltra, cercando di recuperare i soldi, che vengono presi da Felix. Tuttavia l'uomo, all'interno del suo caravan, tradisce Fiona, e tenta di fuggire con i soldi: qui Fiona può decidere se avvisarlo della bomba dentro la valigetta, salvandolo, o rimanere in silenzio, facendolo esplodere; in entrambi i casi, i soldi vengono distrutti, facendo disperare Rhys e Vaughn. Zer0, in contemporanea, arriva nell’arena dove si sta tenendo la gara, uccide Bossanova e si ritira, non avendo trovato il Progetto Gortys. Nonostante questo, il gruppo si ricongiunge con Loader Bot, tornato da Rhys, e riesce a trovare il sito del Progetto Gortys: Rhys e Fiona recuperano un manufatto, che gli mostra una mappa su come trovare il misterioso progetto della Atlas. Improvvisamente la voce di Jack il Bello riecheggia, apparendo di fronte a Rhys sotto forma di ologramma.

### Episodio 2: Atlas Mugged
Nel presente, Rhys e Fiona si mettono in cammino con lo sconosciuto, continuando a raccontare gli eventi del gioco: dopo aver aperto la mappa, Fiona, Sasha e Vaughn scoprono che il "Progetto Gortys" era stato sviluppato dalla Atlas Corporation per aprire una Cripta, la "Cripta del Viaggiatore", e prendere i tesori al suo interno; Rhys, invece, scopre che dopo aver inserito l'ID Drive del professor Nakayama nei suoi sistemi Echo, ha anche inserito dentro di essi un'intelligenza artificiale di Jack il Bello, sotto forma di ologramma, che prende vita tramite il suo occhio e braccio robotico, e che solo lui può vedere. Improvvisamente, il gruppo viene attaccato da dei moonshot della Hyperion, provenienti dalla stazione di Helios. Riescono a fuggire sul caravan di Felix, ma finiscono per dividersi. Rhys e Vaughn finiscono nel deserto (qui Rhys può decidere se rivelare a Vaughn di Jack il Bello o no) dove vengono trovati e catturati da Vasquez, intenzionato ad ucciderli e portare il corpo di Rhys alla Hyperion per via dell'IA dentro di lui; vengono tuttavia salvati da Loader Bot, e qui il giocatore può scegliere se andare a Old Heaven, città abbandonata della Atlas dove si trova il Progetto Gortys, o Hollow Point, una città sotterranea dove si trovano Fiona e Sasha. Nel frattempo le due sorelle arrivano a Hollow Point, la loro città natale, dove affidano il caravan da riparare al meccanico Scooter, e si dirigono verso la casa di Felix: qui trovano due regali (un upgrade per la pistola di Fiona e un orologio per Sasha) e un messaggio dell'uomo, che rivela di essere stato costretto a tradire le due sorelle per toglierle dalle grinfie della Hyperion e di Vallory, madre di August e potente boss criminale. Fiona e Sasha vengono poi raggiunte da Kroger e Finch, due cacciatori di taglie al soldo di Vallory, dai quali riescono a fuggire, e vengono inseguite da Athena, una cacciatrice della Cripta (apparsa in L'armeria segreta del Generale Knoxx e Borderlands: The Pre-Sequel), dalla quale scampano con l'aiuto di Loader Bot (se Rhys e Vaughn sono andati a Hollow Point) o raggiungendo Scooter (se quest'ultimi sono andati a Old Heaven). In entrambi i casi, a Old Heaven il gruppo giunge dentro un edificio della Atlas, dove vengono catturati da August, Vasquez e i loro scagnozzi. Qui Rhys e Fiona trovano il Progetto Gortys, una misteriosa palla robotica; finiscono tuttavia per attivare i droni di sicurezza, che iniziano a circondare tutti. Qui Rhys si trova davanti a due scelte: fidarsi di Jack il Bello, che prende il controllo dei droni e li scatena sugli scagnozzi di August; o fidarsi di Fiona, che lancia una granata fumogena, permettendogli di scappare.

### Episodio 3: Catch a Ride
Lo sconosciuto, Rhys e Fiona continuano a viaggiare per Pandora, trovano un upgrade del Progetto Gortys, mentre i due continuano a raccontare la loro storia: indipendentemente dalla scelta fatta nell'episodio precedente, il gruppo si ritrova a dover fuggire con il Progetto Gortys. All'esterno dell'edificio Atlas, vengono catturati da Vallory, che ruba il Progetto Gortys e uccide Vasquez; tuttavia, vengono salvati da Athena, che mette in fuga la gang di Vallory e riprende il Progetto Gortys. Qui la Cacciatrice della Cripta rivela che era stata assoldata da Felix per proteggere e fare da mentore alle due sorelle, in quanto lui non poteva continuare. Successivamente attivano il Progetto Gortys, che si rivela essere una simpatica robottina, creata dalla Atlas per trovare la Cripta del Viaggiatore, che comincia a guidare il gruppo verso i suoi upgrade (necessari per aprire la Cripta) e stringe subito amicizia con Loader Bot. Dopo un lungo viaggio, arrivano in un bioma Atlas, dove incontrano un misterioso scienziato, che libera Vaughn dalla sua paralisi (se il giocatore si è fidato di Fiona nel secondo episodio, l'uomo veniva colpito da un dardo elettrico che lo paralizzava) e rivela che l'upgrade si trova all'interno del Bioma. Il gruppo allora si divide: Vaughn, Loader Bot e Gortys rimangono con lo scienziato, Athena e Fiona si dirigono a prendere l'upgrade, mentre Rhys e Sasha vanno a disattivare il sistema di sicurezza che protegge l'upgrade. All'interno della giungla, Athena addestra Fiona, proponendole di diventare una Cacciatrice della Cripta, mentre Rhys e Sasha cominciano a conoscersi di più. Quest'ultimi, raggiungendo la torre di sicurezza, vengono attaccati da alcune creature, che stordiscono Rhys, mentre Sasha scopre che l'uomo che hanno incontrato è Cassius LeClemaine, l'ultimo scienziato della Atlas rimasto. Nel frattempo Fiona e Athena prendono l'upgrade e ritornano dal resto del gruppo: qui l'identità di Cassius viene rivelata da Sasha (o da Jack il Bello, che prende possesso del corpo di Rhys stordito, se il giocatore si è fidato di lui nel secondo episodio): in entrambi i casi, questo fa infuriare Athena, in quanto la Atlas ha causato la morte di sua sorella anni prima, e la donna decide di uccidere lo scienziato; qui Fiona può decidere se fermare Athena, o lasciare che uccida Cassius. Il gruppo viene tuttavia interrotto da Vallory, che li ha rintracciati: Fiona viene catturata da Kroger e Finch, ma viene salvata da Sasha; Rhys, Loader Bot e Gortys finiscono nella mani di Vallory e August. Gli scagnozzi di Vallory staccano le gambe a Loader Bot, e si preparano a torturare Rhys, ma vengono distratti da Vaughn, che permette ai tre di scappare. Rhys, Sasha e Loader Bot cercano di salvare Gortys, inseguita da August; riescono a consegnarle l'upgrade, ma alla fine vengono catturati. Fiona e Athena, nel frattempo, affrontano Mordecai e Brick (protagonisti giocabili in Borderlands), ma vengono sconfitte anche loro: Mordecai e Brick portano via Athena per consegnarla a Lilith (iniziando gli eventi di Borderlands: The Pre-Sequel) e consegnano Fiona a Vallory. Ormai prigionieri, Gortys rivela dove si trova l'upgrade successivo: la stazione spaziale Helios.

### Episodio 4: Escape Plan Bravo
Rhys e Fiona, accompagnati dallo Sconosciuto, si fermano e continuano a raccontare la storia: dopo essere stati catturati da Vallory e aver scoperto dove si trova il secondo upgrade di Gortys, il gruppo deve formulare un piano per prenderlo da Helios. Inoltre, Vaughn può fuggire (se si ha fermato Athena dall'uccidere Cassius) o essere consegnato a Vallory dallo scienziato (se non si ha fermato Athena) per poi fuggire di nascosto. Rhys, dopo aver scoperto da Jack il Bello che l'upgrade di Gortys si trova nel suo ufficio, diventato un museo, attua un piano: il gruppo raggiungerà Helios con un'astronave costruita dal meccanico Scooter; Rhys, essendo ricercato dalla Hyperion, farà scannerizzare il corpo di Vasquez da una macchina Quick Change, assumendo le sembianze di Vasquez, e facendo finta che il corpo di Vasquez sia quello di se stesso. Infiltratosi all'interno della stazione spaziale, aiutati da Yvette, l'amica di Rhys, il gruppo entrerà nell'ufficio di Jack, prendendo il secondo upgrade. Qui Rhys potrà rivelare alle sorelle della presenza di Jack il Bello o no. Successivamente si dirige a prendere il cadavere di Vasquez, prendendo poi le sue sembianze, mentre Fiona e Sasha convincono Scooter e Janey Springs, la fidanzata di Athena, a costruire un'astronave usando il caravan di Felix distrutto. Con l'astronave pronta, il gruppo, formato da Rhys (con le sembianze di Vasquez), Fiona, Sasha, Scooter, Kroger, Finch, August, Loader Bot e Gortys partono con l'astronave. Nello spazio, tuttavia, la nave ha un problema ai motori, costringendo Scooter e Fiona a uscire e staccarli manualmente: Scooter, però, rimane intrappolato, e decide di sacrificarsi, staccando il motore con lui stesso sopra, per permettere al gruppo di andare: Fiona potrà decidere se lanciare un satellite pubblicità di Scooter, per onorare il suo sacrificio, o continuare con il piano originale, non lanciandolo. Arrivati sulla stazione, Fiona e Sasha si fingono delle impiegate, ma scoprono che l'accesso al museo di Jack è bloccato. Rhys, nei panni di Vasquez, entra nell'ufficio di quest'ultimo per disattivare il sistema di sicurezza, e scopre che Yvette aveva attuato un piano con il vero Vasquez: aveva infatti tradito Rhys e Vaughn per fare in modo che la Hyperion potesse ottenere l'IA dentro a Rhys, in cambio di una promozione. Rhys può provare a convincerla a lasciarlo andare, o stordirla con il suo bastone stordente. Alla fine, Rhys giunge nell'ufficio di Jack tramite un passaggio segreto, mentre Sasha, Gortys e Fiona vengono catturate da Yvette e le guardie Hyperion: qui trova l'upgrade, ma prima di andarsene, Jack fa a un’offerta a Rhys: scegliere se diventare il nuovo presidente della Hyperion o no. Se Rhys accetta, egli trasferisce volontariamente l'IA di Jack il Bello all'interno dei sistemi della Helios, permettendo a Jack di controllarla. Se invece rifiuta, Jack si trasferisce con forza nei sistemi della Helios, imprigionando Rhys alla sua sedia, e ritornando come presidente della Hyperion.

### Episodio 5: The Vault of the Traveler
All'inizio dell'episodio, Sasha, Fiona e Gortys si liberano di Yvette e delle guardie, chiudendole in una cella. Rhys invece, scopre che Jack è intenzionato a ucciderlo, per inserire all'interno del suo cadavere un endoscheletro con la sua IA all'interno, ottenendo così un nuovo corpo: Rhys, indipendentemente dalla scelta fatta nel precedente episodio, fugge dall'ufficio di Jack con l'upgrade. Dopo essersi ricongiunti, il gruppo tenta di fuggire, ma è costretto a dividersi: Sasha, Fiona e Gortys raggiungono l'astronave, ma inizia una sparatoria, in cui la nave viene rubata da Finch, che portano via Gortys, Sasha e August, lasciando Fiona, Kroger e Loader Bot su Helios; alla fine la donna riesce a fuggire su un guscio di salvataggio, con Loader Bot che rimane indietro per salvare Rhys. In contemporanea, Rhys (e Yvette, se era stata convinta a lasciarti andare) raggiunge il motore della Helios, con l'obiettivo di distruggerlo e far schiantare la stazione su Pandora. Dopo averlo distrutto, viene raggiunto da Loader Bot, che lo guida ai gusci di salvataggio. Tuttavia, i due vengono messi alle spalle da Kroger, e Loader Bot si sacrifica per fare in modo che Rhys possa fuggire sull'ultimo guscio rimasto. Rhys si schianta vicino ai resti della Helios, ed entra nell'ufficio di Jack distrutto; qui, Jack si trasferisce all'interno dei sistemi di Rhys, con l'intenzione di ucciderlo, ma l'uomo sconfigge l'IA, staccandosi prima il suo braccio, e poi il suo occhio robotico: a questo punto si può decidere se tenere l'occhio, tenendo Jack intrappolato, o distruggerlo, facendo scomparire definitivamente Jack. Successivamente Rhys sviene per le ferite riportate. Allo stesso tempo, Fiona si schianta nel deserto di Pandora, dove Vallory ha attivato l'upgrade di Gortys: facendolo, ha tuttavia scatenato il guardiano della Cripta, il Viaggiatore, che ingaggia in una battaglia con Gortys, ora diventata una gigantesca robot. Fiona, avvicinandosi, trova August ferito e Finch morente (che può decidere di uccidere o no) e si scontra con Vallory, che viene uccisa dal Viaggiatore. Fiona, ricongiunta con Sasha, è costretta a distruggere Gortys per fermare il Viaggiatore. Il gioco ritorna così nel presente: dopo la loro avventura, Rhys è diventato il CEO della Atlas Corporation, ricostruendola dopo la caduta della Hyperion; Fiona è invece rimasta su Pandora, prendendosi cura di Sasha e August. Improvvisamente, vengono raggiunti da Kroger, sopravvissuto allo schianto di Helios, che porta un uomo mascherato come prigioniero e lo consegna allo sconosciuto, in cambio dei due prigionieri. Tuttavia, mentre è in procinto di uccidere Fiona e Rhys, viene strangolato a morte dallo sconosciuto. L'uomo mascherato, che si rivela essere Vaughn, libera Rhys e Fiona, e prende lo sconosciuto come prigioniero. Vaughn spiega che dopo lo schianto di Helios e la caduta della Hyperion, gli ex impiegati avevano formato un gruppo di sopravvissuti, i "Children Of Helios", che si sono stanziati nei resti della stazione spaziale e venerano Rhys come il loro liberatore. Dopo essersi sistemati, Rhys e Fiona interrogano lo sconosciuto, che si rivela essere Loader Bot: esso era infatti sopravvissuto allo schianto della Helios, e aveva assistito a Fiona e Sasha che distruggevano Gortys. Essendo danneggiato, andò nell'ufficio di Jack, dove prese l'endoscheletro e lo collegò al suo occhio: proprio per questo aveva una posizione erettile, che gli permetteva di indossare la tuta anti-radiazioni, anch'essa rubata dalla Hyperion; la ragione per cui aveva rapito Rhys e Fiona era sentire tutta la storia dalla loro prospettiva, e sapere perché Gortys, la sua amica, era stata distrutta. Dopo aver preso tutti gli upgrade di Gortys, il gruppo attua un piano per sconfiggere definitivamente il Viaggiatore e aprire la Cripta: ma gli servono altri tre membri per completare la squadra, che potranno essere scelti in base alle decisioni fatte nel gioco. Si può decidere tra: Athena, August, Cassius, Felix, Janey Springs, Zer0 e un misterioso Cacciatore della Cripta (che si rivela essere il robot Claptrap, sbloccabile se si sceglie Felix nel proprio team). Dopo aver recuperato tutti i membri, il gruppo (ovvero Rhys, Fiona, Sasha, Vaughn, Loader Bot, e i tre personaggi scelti) mostrano il piano: Fiona e Sasha si apposteranno su una collina, mentre Gortys e il resto del gruppo affronteranno il Guardiano della Cripta. Poi, quando il Viaggiatore si teletrasporterà (sua abilità speciale) Fiona e Sasha ne approfitteranno per entrare dentro di lui, grazie al caravan di Felix, e lo danneggeranno dall'interno; a questo punto, Vaughn e i Children of Helios spareranno un moonshot verso il Viaggiatore, che rimarrà gravemente danneggiato e Gortys potrà così sconfiggerlo. Il gruppo allora attua definitivamente il piano: mettono tutti gli upgrade in Gortys, che si risveglia, trasformandosi in una gigantesca robot e risvegliando il Viaggiatore; a questo punto Rhys, Loader Bot, e i tre personaggi scelti entrano dentro Gortys e affrontano il Viaggiatore. Quando il Guardiano si teletrasporta, Fiona e Sasha entrano dentro di esso con il caravan di Felix, affrontando i guardiani Eridiani, e piazzando una bomba dentro al Viaggiatore. Tuttavia, mentre stanno fuggendo, la bomba non funziona, e Sasha decide di rimanere indietro per farla detonare. La bomba esplode, il moonshot viene sparato e il Viaggiatore viene sconfitto. Gortys torna in forma normale e si unisce agli altri. Tuttavia, Sasha è gravemente ferita, ma mentre sta per morire, Fiona le consegna il suo regalo da parte di Felix (che era stato trovato nell'episodio 2, nella casa di quest'ultimo), ovvero un orologio che la resuscita. Tutti si uniscono per un abbraccio di gruppo, con Loader Bot che finalmente si ricongiunge con Gortys. Mentre gli altri raccolgono il bottino dal cadavere del Viaggiatore, Rhys e Fiona si dirigono verso la Cripta, ora aperta. Ma prima di entrare Fiona chiede a Rhys quali sono le sue intenzioni con Sasha (nel gioco, si può infatti interagire romanticamente con lei); Rhys può quindi rispondere se è interessato a lei o meno. I due protagonisti entrano finalmente nella Cripta, riflettendo sul loro futuro e sulle esperienze passate, e ritrovandosi davanti ad un baule misterioso; i due protagonisti lo aprono, e vengono teletrasportati via.

## Modalità di gioco
Tales from the Borderlands è un videogioco d'avventura grafica interattiva a episodi simile agli altri giochi di Telltale. Il gioco è diviso in cinque episodi. Il giocatore può spostare il suo personaggio in giro per l'ambiente, interagendo con gli oggetti e avviando conversazioni con i personaggi del gioco. Le scelte fatte dal giocatore influenzano gli elementi della storia negli episodi futuri. Il gioco include anche alcuni elementi di sparatutto, presenti nella serie Borderlands. Il gioco include un esclusivo oggetto sbloccabile per Borderlands: The Pre-Sequel.

## Personaggi
Il videogiocatore controlla i due protagonisti della storia, Rhys (Troy Baker) e Fiona (Laura Bailey). Rhys è un impiegato della Hyperion, che ha lavorato insieme al collega nonché miglior amico Vaughn (Chris Hardwick) per essere promosso ad una posizione dirigenziale o comunque più alta nella ditta ma viene ostacolato dal suo nuovo boss e rivale Hugo Vasquez (Patrick Warburton). Fiona è invece una truffatrice che opera su Pandora insieme alla sorella Sasha (Erin Yvette), entrambe addestrate dal loro mentore Felix (Norman Hall). La storia illustra come i due personaggi si incontrano, mostrando gli stessi eventi dalle due diverse prospettive dei protagonisti in una maniera definita "la versione Big Fish di ciò che è accaduto" da Kevin Bruner della Telltale. Tra gli altri personaggi del videogioco si annovera Yvette (Sola Bamis), collega di Rhys e Vaughn, lo spietato bandito August (Nolan North), il capo dei banditi Bossanova (Jason Topolski) e un misterioso straniero (Roger L. Jackson) mostrato nelle scene in medias res durante gli episodi. L'episodio 2 introduce due nuovi personaggi, gli hooligan Finch (Dave Fennoy) e Kroger (Adam Harrington). L'episodio 3 introduce il capo della gang Vallory (Susan Silo), Cassius (Phil LaMarr), scienziato della Atlas, e il robot Gortys (Ashley Johnson).

## Episodi
| Titolo episodio in inglese             | Data di pubblicazione |
| -------------------------------------- | --------------------- |
| "Episode 1: Zer0 Sum"                  | 25 novembre 2014      |
| "Episode 2: Atlas Mugged"              | 17 marzo 2015         |
| "Episode 3: Catch a Ride"              | 23 giugno 2015        |
| "Episode 4: Escape Plan Bravo"         | 18 agosto 2015        |
| "Episode 5: The Vault of the Traveler" | 20 ottobre 2015       |